# ترتيب الجامعات حسب الأداء الأكاديمي
ترتيب الجامعات حسب الأداء الأكاديمي (بالإنجليزية: URAP)‏، هو تقييم طوّره معهد المعلوماتية في جامعة الشرق الأوسط التقنية.
منذ عام 2010، نشر المعهد تقريراً سنوياُ وطنياً وآخر عالمياً يتضمن تصنيف الجامعات والكليات لأفضل 2000 مؤسسة تعليمية. أما المقاييس العلمية التي اعتمدها المعهد فترتكز على البيانات المتوفرة من معهد المعلومات العلمية [الإنجليزية] عن طريق شبكة العلوم وinCites. أما بالنسبة للترتيب العالمي، يستخدم المعهد مؤشرات الأداء البحثي، بما فيها عدد المقالات والاقتباسات ومجموع الوثائق وإجمالي تأثير الاقتباسات والتعاون الدولي. بالإضافة إلى الترتيب العالمي، يعمل معهد المعلوماتية على نشر ترتيبٍ إقليمي للجامعات في تركيا باستخدام مؤشرات إضافية كعدد الطلاب وأعضاء هيئة التدريس وهذه المعلومات يتم الحصول عليها من مركز المقاييس والاختيار والتوظيف ÖSYM.

## المنهجية
يجمع معهد URAP المعلومات من قواعد بيانات بيبليومترية دولية كشبكة العلوم وInCites. تستخدم بيانات 2500 مؤسسة تعليم عالي ذات أكبر عدد من المقالات المنشورة. تعتمد الدرجة النهائية لكل مؤسسة على إدائها حسب عدة مؤشرات. من بين 2500 مؤسسة تعليمية، يتم شمول 2000 في التقرير الذي يصدره المعهد. أما التصنيف المجالي فيتم بناء على 23 مجالاً حسب تصنيف ERA الأسترالي

### المؤشرات
يستخدم معهد URAP 6 مؤشرات أساسية لقياس الأداء الأكاديمي. وهذه المؤشرات هي، عدد المواد، الاستشهاد (الاقتباس)، ومجموع الوثائق، وإجمالي تأثير المواد، وإجمالي تأثير الاقتباسات، والتعاون الدولي. تعالج البيانات الأساسية الخام إحصائياً وتستخدم متوسطات المؤشرات. تم تطبيق نظام دلفي بواسطة مجموعة من الخبراء لتعيين قيم للمؤشرات (درجات). تتوزع القيمة الإجمالية من 600 على المؤشرات. كما يستخدم المعهد مؤشرات إضافية لترتيب الجامعات التركية بما في ذلك عدد الطلاب وأعضاء هيئة التدريس.
يبيّن الجدول التالي المؤشرات المستخدمة للترتيب الدولي عام 2014.
| المؤشر                | الهدف              | الوزن (من 600) | المصدر      |
| --------------------- | ------------------ | -------------- | ----------- |
| عدد المقالات          | الإنتاجية العلمية  | %21            | InCites     |
| الاستشهاد (الاقتباس)  | تأثير البحث العلمي | %21            | InCites     |
| إجمالي عدد الوثائق    | الإنتاجية العلمية  | %10            | موقع العلوم |
| إجمالي تأثير المادة   | جودة البحث العلمي  | %18            | InCites     |
| إجمالي تأثير الاقتباس | جودة البحث العلمي  | %15            | InCites     |
| التعاون الدولي        | القبول الدولي      | %15            | InCites     |